# Alfonso Par
Alfonso Par y Tusquets (Barcelona, 1879 - ibid., 26 de agosto de 1936) fue un filólogo y crítico literario español.

## Biografía
Nació en el seno de una familia burguesa catalana dedicada a la industria textil del algodón, en la que también él trabajó. Fue un apasionado de la obra teatral escrita por Richard Wagner y por William Shakespeare; a su divulgación dedicó muchos esfuerzos y estudios. Fue miembro fundador de la Associació Wagneriana en 1901, y su presidente desde 1906 hasta 1936, año en que murió asesinado. También era un ferviente admirador de Ramon Llull y, como destacado catalanista, atacó la renovación formal de la lengua.
Fue también presidente del Centro Algodonero de Barcelona, tesorero del Centro de Fomento de Piedad y miembro de la Real Academia de Buenas Letras.
Falleció asesinado por los republicanos en la ciudad condal, pocas días después de haber comenzado la guerra civil española, el 26 de agosto de 1936. Meses después, uno de sus hijos, Carlos Par Balcells, corrió su misma suerte, siendo también asesinado por los republicanos en Córdoba, 1 de abril de 1937.
Otro de sus hijos, Alfonso Par Balcells (1922-2002), fue ingeniero industrial y miembro del Opus Dei. Comenzó la labor apostólica de esta institución en Alemania durante cincuenta años (1952-2002).

## Obra
Consagró varios importantes estudios a Shakespeare.
En 1916, coincidiendo con el tercer centenario de la muerte del dramaturgo, escribió en catalán Vida de Guillem Shakespeare, que apareció en castellano en 1930; y en este mismo año Contribución a la bibliografía española de Shakespeare, en la que Par demuestra ser un buen conocedor de la obra Los grandes dramas de Shakespeare, de Francisco Nacente.
Después escribiría Shakespeare en la literatura española, 2 vols., 1935, que muestra que Par desconocía los principales trabajos sobre el tema de uno de sus antecesores más notables, José María Blanco White. Asimismo, tradujo varias de sus obras al catalán y al castellano, por ejemplo El rey Lear. En 1936 se editó póstumamente su Representaciones shakespearianas en España, también en dos volúmenes.
Como filólogo de la lengua catalana destaca su Sintaxis catalana según los escritos en prosa de Bernat Metge (1923) y una edición comentada del Curial e Güelfa, escrita en colaboración con Miquel i Planas (1932).